# احمد مولایی
احمد مولایی (۱۳۰۳ – خرداد ۱۳۷۴) نماینده معمم حوزه انتخابیه تهران، ری، شمیرانات، اسلامشهر و پردیس در اولین دوره مجلس شورای اسلامی بود. او در انتخابات میاندوره‌ای دوره اول مجلس شورای اسلامی در سال ۱۳۶۱ با کسب ۱٬۵۷۱٬۹۴۱ رأی برابر با ۶۰٫۹درصد آرا وارد مجلس شورای اسلامی شد.
وی اولین تولیت آستان فاطمه معصومه پس از انقلاب ۱۳۵۷ بوده است.